# Tunga (artista)
Antônio José de Barros Carvalho e Mello Mourão, conocido como Tunga (Palmares, 8 de febrero de 1952 – Río de Janeiro, 6 de junio de 2016) fue un escultor, dibujante, artista de performance brasileño. Es considerado una figura emblemática de la escena artística de Brasil.
Fue el primer artista contemporáneo del mundo y el primero brasileño en tener una obra expuesta en el icónico Museo del Louvre en París.
Hay de sus obras, en el Museo Guggenheim de Venecia, y en las galerías dedicadas a su obra en el Instituto Inhotim.
Para crear sus trabajos, Tunga investigaba áreas del conocimiento como literatura, psicoanálisis, teatro, ciencias exactas, historia natural. Y utilizaba en sus esculturas e instalaciones materiales como cadenas metálicas, cables eléctricos, lámparas, fieltros, caucho. Además de eso, su obra estaba cargada de simbolismo, con el uso de huesos, cráneos, dedales y agujas.

## Biografía
Nació en Palmares, Pernambuco, mudándose a Río de Janeiro, donde concluyó el curso de arquitectura y urbanismo por la Universidad Santa Úrsula. Hijo del escritor Gerardo de Mello Mourão, Tunga conoció el modernismo brasileño muy temprano. Comenzó su carrera en los primeros años de la década de 1970. En esa época, realiza dibujos y esculturas. Traza imágenes figurativas con temas osados, como en la serie "Museo de la Masturbación Infantil" (1974). Colaborador de la revista "Malasartes" y del diario "A Parte do Fogo", realiza, en los 1980s, conferencias en el Instituto de Filosofía de la Universidad Federal de Río de Janeiro, en la Facultad de Arquictetura y Urbanismo de la Universidad Santa Úrsula u en la Universidad Candido Mendes. Recibió el "Premio Gobierno del Estado" por su exposición realizada en el Museu de Arte do Rio Grande do Sul, en 1986. Al año siguiente, realizó el vídeo "Nervo de Prata," asocidado a Arthur Omar. En 1990, recibió el "Prêmio Brasília de Artes Plásticas" y, en 1991, el "Prêmio Mário Pedrosa" de la Asociación Brasileña de Críticos de Arte (ABCA) por su obra "Preliminares do Palíndromo Incesto". Para realizar sus trabajos, investigaba áreas del conocimiento como literatura, filosofía, psicoanálisis, teatro, disciplinas de las ciencias exactas y biológicas.

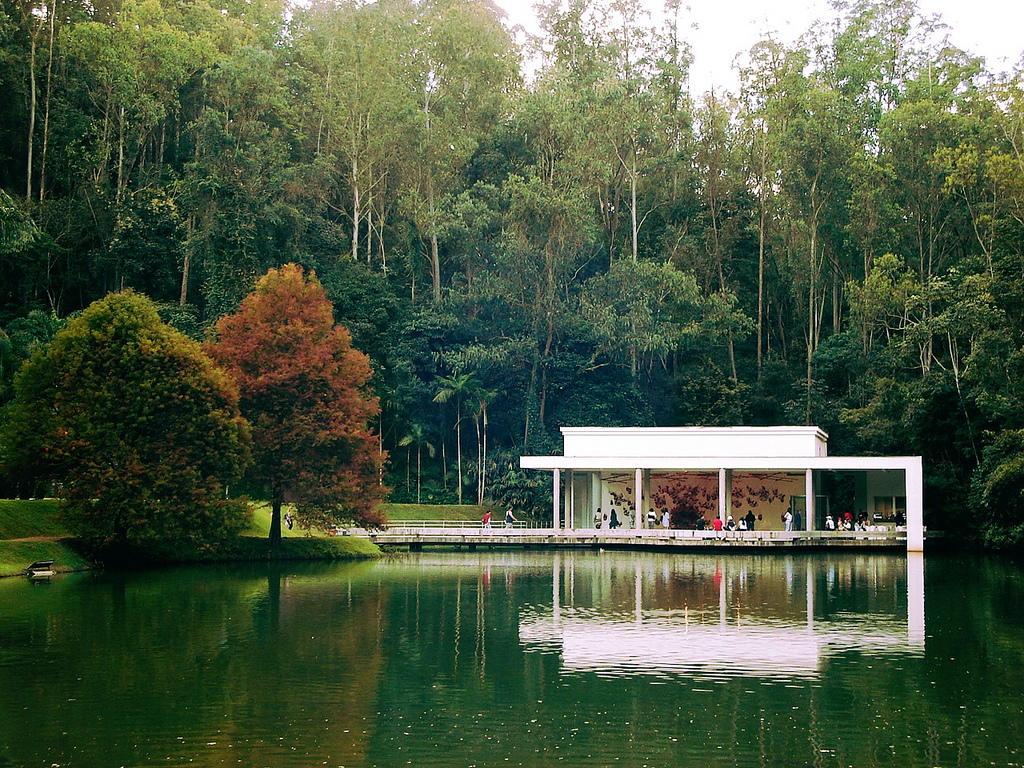
Galería True Rouge, una de las galerías permanentes de Tunga, Instituto Inhotim, Minas Gerais.

### Muerte
Murió en Río de Janeiro el 6 de junio de 2016, víctima de un cáncer de laringe.

## Trabajos en el exterior
Sua obra ganó repercusión internacional, llevándolo a exponer en importantes espacios destinados a las artes plásticas alrededor del mundo. 
- 1982 - comparte el Pabellón Brasileño de la 41.ª Bienal de Venecia con el escultor Sérgio Camargo.
- 1989 - Realiza exposiciones individuales en Museo de Arte Contemporáneo de Chicago;
- 1989 - Participa de muestra colectiva en el Stedelijk Museum, de Holanda;
- 1989 - Realiza exposiciones individuales en la Whitechapel Gallery, Londres;
- 1992 - Participa de muestra colectiva en Jeu de Paume, París;
- 1993 - Participa de muestra colectiva en Moma, Nueva York;
- 1993 - Participa de muestra colectiva en Ludwig Museum, Alemania;
- 1994 - Realiza exposiciones individuales en Museo de Arte Contemporánea, Nueva York;
- 1994 - Participa de la Bienal de La Habana, Cuba;
- 1997 - Participa de Documenta Kassel, Alemania
- 1999 - Realiza exposiciones individuales en Centro Cultural Recoleta, Buenos Aires;
- 2000 - Participa de la Bienal de Kwang-Ju, Corea;
- 2000 - Participa de la Bienal de Lyon, Francia;
- 2001 - Realiza exposiciones individuales en LarJeu de Paume, París;
- 2002 - Realiza exposiciones individuales en Luhring Augustine Gallery, Nueva York;
- 2005 - Realiza exposiciones individuales en Pirámide de Louvre, París;
- 2007 - Realiza exposiçions individuales en Museo de Arte Moderna (MoMA), Nueva York;

## Premios y honras
| Año  | Premio                                                | Local                                                                                          | Resultado/Obra | Ref. |
| ---- | ----------------------------------------------------- | ---------------------------------------------------------------------------------------------- | -------------- | ---- |
| 1985 | Prêmio Museo de Arte Moderno de Caracas               | Caracas, Venezuela                                                                             | gana           |      |
| 1986 | Prêmio da Trienal Latinoamericana de Arte sobre papel | Buenos Aires, Argentina                                                                        | gana           |      |
| 1986 | Prêmio Governo do Estado do Río Grande do Sul         | Exposição realizada no Museu de Arte do Río Grande do Sul                                      | gana           |      |
| 1990 | Prêmio Brasília de Artes Plásticas                    |                                                                                                | gana           |      |
| 1991 | Prêmio Mário Pedrosa                                  | Associação Brasileira de Críticos de Arte (ABCA), pela obra Preliminares do Palíndromo Incesto | gana           |      |
| 1997 | Prêmio Aquisição                                      | Museu de Arte Contemporânea, Niterói, Brasil                                                   | gana           |      |
| 1997 | Prêmio Aquisição                                      | Museu de Arte Moderna da Bahia, Brasil                                                         | gana           |      |
| 1997 | Prêmio Aquisição                                      | Museu de Arte Moderna de Recife, Brasil                                                        | gana           |      |
| 1997 | Prêmio Embratel                                       | Museu de Arte Moderna de São Paulo, Brasil                                                     | gana           |      |
| 1997 | Prêmio de 30 anos                                     | Museu de Arte Moderna de São Paulo, Brasil                                                     | gana           |      |
| 1998 | Johnny Walker Prize                                   | Museu Nacional de Belas Artes, Río de Janeiro, Brasil                                          | gana           |      |
| 2000 | Hugo Boss Award                                       | Guggenheim Museum, New York, EUA                                                               | nominado       |      |
| 2005 | Artes Mundi prize                                     | Wales, Inglaterra                                                                              | gana           |      |

## Vídeos y libros
- 1997 – Su obra retratada en el vídeo "Tunga: 100 redes e tralhas", de Roberto Moreira;
- 1997 - Su obra retratada en el libro "Tunga: Barroco de Lírios", lançado editora Cosac & Naify,
- 2007 - Se publica el cuadro "Tunga", constituida de siete v. de diferentes formatos (textos, fotografías, vídeos) documentando la trayectoria del artista.